# Sidooh
Sidooh (SIDOOH/士道?) è un manga seinen scritto e disegnato da Tsutomu Takahashi, pubblicato in Giappone dalla Shūeisha e Italia dalla Panini Comics. Narra di due fratelli, Gentaro e Shotaro (rispettivamente di 10 e 14 anni) rimasti orfani e determinati a diventare degli abili spadaccini per sopravvivere nel Giappone spietato e crudele dell'era Ansei. In quel periodo infatti il Giappone era afflitto da terremoti e pestilenze, oltre ai ripetuti attacchi delle navi Inglesi.
Il racconto segue la loro adolescenza e la maturazione del loro carattere lungo gli anni a venire, in cui avranno ruoli rilevanti anche in vicende molto importanti per la storia del Giappone.

## Trama
1855, ultimi anni dell'epoca Tokugawa. Il Giappone sta vivendo un periodo socialmente e politicamente instabile. Due orfanelli, Shotaro Yukimura e Gentaru Yukimura lottano per sopravvivere in questi anni terribili. Uniche loro risorse la spada ereditata dal padre deceduto e le parole pronunciate dalla madre in punto di morte, la quale disse loro di intraprendere la “via del guerriero”, Sidooh. Aiutandosi a vicenda, i due si mettono in viaggio per Edo, la capitale, dove auspicano di trovare qualcuno che saprà insegnare loro a usare la spada. Ma il loro cammino sarà irto di ostacoli e ricco di sorprese non sempre gradite. Eventi inaspettati e dolorosi che rafforzeranno inesorabilmente il loro spirito.

## Personaggi
- Shotaro Yukimura è il maggiore dei due fratelli protagonisti della storia. Dimostra immediatamente di essere un personaggio cauto e riflessivo, ma deciso al momento giusto.
- Gentaru Yukimura è di 4 anni più giovane di Shotaro. A differenza del fratello è molto impulsivo e si lascia facilmente prendere dall'ira.
- Kiyozo Asakuraè lo spadaccino del Villaggio del cuore puro lavora come samurai al servizio di Rugi. Ha una grande fama di assassino e offre aiuto ai due ragazzi in un momento di difficoltà, aiutandoli a imboccare la via del guerriero.
- Samejima è un ricognitore, fa parte della armata bianca assieme a Kiyozo, Gentaru, Shotaro,Ino e Mozu.
- Mozu è una ragazza molto attraente che sfrutta la sua bellezza per attraversare i posti di blocco e per salvarsi in brutte situazioni. Come gli altri, è abile nei combattimenti e predilige i pugnali.
- Ino al primo incontro con i due fratelli si rivolge loro con ostilità e da questo scoppia un litigio, ma con il tempo si rivela un fedele alleato. Combatte senza paura al fianco di Kiyozo da tempo.
- Rugi è il capo del Villaggio del cuore puro è un personaggio misterioso e inespressivo, per lui conta solo la purezza e ritiene che la vita umana abbia poco valore.

## Volumi
| Nº | Titolo italiano | Data di prima pubblicazione | Data di prima pubblicazione |
| Nº | Titolo italiano | Italiano                    |                             |
| 1  | Sidooh 1 | ottobre 2006                |                             |
| 1  | Capitoli - 00. Prologo - 01. A pancia vuota - 02. Kiyozo Asakura - 03. Tranquillità - 04. Iniziazione - 05. Istinto - 06. Il moto delle onde - 07. Rugi |                             |                             |
| 2  | Sidooh 2 | novembre 2006               |                             |
| 2  | Capitoli - 08. Morumi - 09. Gratitudine - 10. Il luogo della cerimonia - 11. Risveglio - 12. Lezioni di spada - 13. Salto nel vuoto - 14. Banchetto - 15. Fuoco - 16. Il sacrificio degli impuri - 17. Scontro mortale 1 - 18. Scontro mortale 2                                     |                             |                             |
| 3  | Sidooh 3 | dicembre 2006               |                             |
| 3  | Capitoli - 19. Scontro mortale 3 - 20. Scontro mortale 4 - 21. Scontro mortale 5 - 22. Scontro mortale 6 - 23. Survive - 24. Il polso dei tempi - 25. Test - 26. Lama invisibile - 27. Truppa di fortuna - 28. Ingresso a Edo - 29. Battesimo del fuoco                              |                             |                             |
| 4  | Sidooh 4 | gennaio 2007                |                             |
| 4  | Capitoli - 30. Contrattacco - 31. La spada di Mozu - 32. Dentro al porto - 33. Il posto di blocco - 34. Shimizuya - 35. Il drago del futuro - 36. Train - 37. Giorno di bucato - 38. Il momento cruciale - 39. Caccia al ladro - 40. Strage                                          |                             |                             |
| 5  | Sidooh 5 | febbraio 2007               |                             |
| 5  | Capitoli - 41. In azione - 42. Fascino - 43. A bordo della nave - 44. La danza di Mozu - 45. Il momento cruciale - 46. Uccello in gabbia - 47. Segnali di fumo - 48. Scontro sulla nave - 49. Sangue e fiamme - 50. Le grida di Mozu - 51. Kennosuke Ino                             |                             |                             |
| 6  | Sidooh 6 | dicembre 2007               |                             |
| 6  | Capitoli - 52. Proiettili - 53. Battaglia furibonda - 54. Rabbia - 55. A picco - 56. Nebbia mattutina - 57. La morte bianca - 58. Le porte della galera - 59. Pioggerella - 60. Pioggia scarlatta - 61. Vento                                                                        |                             |                             |
| 7  | Sidooh 7 | aprile 2008                 |                             |
| 7  | Capitoli - 62. Primavera a Edo - 63. Il Banmeikan di Azu - 64. Il torneo di spada 1 - 65. Il torneo di spada 2 - 66. Il torneo di spada 3 - 67. Kaishu Katsu - 68. Il vento che non si solleva - 69. Aizu - 70. Kanbei Sagawa 1 - 71. Kanbei Sagawa 2 - 72. Castigo                  |                             |                             |
| 8  | Sidooh 8 | luglio 2008                 |                             |
| 8  | Capitoli - 73. Abluzione - 74. Suicidio - 75. I fratelli Soma - 76. Armonia - 77. Le parole di Gen - 78. Ciò che è sbagliato è sbagliato - 79. Frullare d'ali - 80. Primavera - 81. Vento - 82. La fedeltà di Aizu - 83. Patria                                                      |                             |                             |
| 9  | Sidooh 9 | marzo 2009                  |                             |
| 9  | Capitoli - 84. Shinsaku Takasugi - 85. Jirobei - 86. Cliente ubriaco - 87. Rivoluzione - 88. Gotenyama - 89. In viaggio verso Kyoto - 90. La testa - 91. Duello per strada - 92. Arara e Urara - 93. Prima di colazione - 94. La grande missione                                     |                             |                             |
| 10 | Sidooh 10 | luglio 2009                 |                             |
| 10 | Capitoli - 95. Nakasendo - 96. L'arrivo dell'armata dei Ronin - 97. Il ristorante di Mozu - 98. Il villaggio di Mobu - 99. L'incontro - 100. Assalto - 101. La fine del duello - 102. Iemochi Tokugawa - 103. Illuminare - 104. L'incendio di Ootsu 1 - 105. L'incendio di Ootsu 2   |                             |                             |
| 11 | Sidooh 11 | novembre 2009               |                             |
| 11 | Capitoli - 106. L'incedio di Ootsu 3 - 107. L'incendio di Ootsu 4 - 108. L'incendio di Ootsu 5 - 109. L'incendio di Ootsu 6 - 110. L'incendio di Ootsu 7 - 111. Luci notturne - 112. Il piano di Rugi - 113. V - 114. Alterco - 115. 10.5.1863 - 116. Covo                           |                             |                             |
| 12 | Sidooh 12 | giugno 2010                 |                             |
| 12 | Capitoli - 117. Il quartiere degli stranieri - 118. Revolution n°2 - 119. Le torri di Grant - 120. Summit - 121. Animali - 122. High and low - 123. Burn - 124. 2+4 - 125. Fallion'down - 126. Scudo - 127. Ferite di spada                                                          |                             |                             |
| 13 | Sidooh 13 | dicembre 2010               |                             |
| 13 | Capitoli - 128. Volontà contro forza - 129. Volontà pura - 130. Black and blue - 131. Riyankina - 132. Paradiso blu - 133. Purge the spies - 134. La fondazione della nuova armata scelta - 135. Kikuzato - 136. Vaso per un solo fiore - 137. Pivello - 138. Ammissione nell'armata |                             |                             |